# Santa María de Ipire
Santa María de Ipire – miasto w Wenezueli, w stanie Guárico.